# Jan Grzesik
Jan Grzesik (ur. 21 października 1994 w Oleśnie) – polski piłkarz, występujący na pozycji prawego obrońcy lub prawego pomocnika, od 2023 w Radomiaku Radom.

## Kariera klubowa
Wychowanek Małejpanwi Ozimek. W Ekstraklasie zadebiutował w pierwszej kolejce sezonu 2019/2020 w barwach ŁKS Łódź, w spotkaniu z Lechią Gdańsk; premierową bramkę zdobył w jedenastej kolejce tego samego sezonu – przeciwnikiem była Korona Kielce. W przeszłości był również zawodnikiem Zagłębia Sosnowiec, Legii II Warszawa, Pogoni Siedlce, Nadwiślana Góra, Siarki Tarnobrzeg i Warty Poznań.
2 czerwca 2023 został zawodnikiem Radomiaka Radom, z którym podpisał kontrakt do 30 czerwca 2025. 6 marca 2025 przedłużył kontrakt o dwa lata, do 30 czerwca 2027.

## Linki zewnętrze
- Jan Grzesik w bazie 90minut.pl
- Jan Grzesik, [w:] baza Transfermarkt (zawodnicy) [dostęp 2025-08-15].